# Beatrice av Saone
Beatrice av Saone, född okänt år, död efter 1150, var grevinna av korsfararriket Edessa mellan 1134 och 1150, som gift med greve Joscelin II av Edessa. Hon var regent i Edessa mellan maj och augusti 1150 under sin makes frånvaro, och sålde grevedömet Edessa till Bysantinska riket. 
Beatrice tillhörde en inflytelserik adelsfamilj i furstendömet Antiokia. Hon gifte sig med Joscelin II 1134. Paret fick tre barn. År 1144 erövrades nästan hela Edessa av Zangi av Mosul, något som utlöste det andra korståget 1147. 
Under försöken att återerövra Edessa blev Joscelin II tillfångatagen av Nur ad-Din i maj 1150 och bländad; han kom att leva i fångenskap till sin död i fängelset i Aleppo 1159, åtta år senare. I hans frånvaro fick Beatrice ansvaret för de återstående resterna av Edessa som ställföreträdande regent. Territoriet attackerades sedan av både Nur ad-Din och seldjukerna under Mesud I. I egenskap av regent försökte Beatrice försvara staten och sände truppförstärkningar till de ansatta forten, men situationen blev ohållbar och Kesoun, Raban, Behesni och Marzban föll före juni. 
Hon mottog ett erbjudande från den bysantinska kejsaren Manuel I Komnenos att sälja resten av Edessa till Bysans. Balduin III av Jerusalem (under vilken Edessa var vasall), ansåg att Edessa var omöjligt att försvara militärt och gav sitt tillstånd till försäljningen, som slutfördes i augusti 1150. De fästningar i Edessa som då ännu inte blivit erövrade av muslimerna överlämnades då till Bysans. 
Beatrice och hennes tre barn slog sig sedan ned i Salah Ed-Din-borgen i furstendömet Antiokia. 